# منتزه وادي كوبوك الوطني
منتزه وادي كوبوك الوطني (بالإنجليزية: Kobuk Valley National Park) هو حديقة وطنية أمريكية تقع بالمنطقة القطبية الشمالية شمال غرب ألاسكا، وتقع على بعد حوالي 25 ميلاً (40 كم) شمال الدائرة القطبية الشمالية. تم تعيين الحديقة في عام 1980 بموجب قانون ألاسكا الوطني.
بمقتضى القانون المذكور تم حماية 100 قدم (30 مترًا) إرتفاع من كثبان كوبوك الرملية الكبرى والمنطقة المحيطة التي تشمل طرق هجرة حيوان الوعل. يجب على زوار المتنزه إحضار كل معداتهم الخاصة للتخييم في الريف وتلك المتعلقة بالمشي لمسافات طويلة وحقائب الظهر وركوب القوارب والتزلج بالكلاب. لا توجد مسارات أو طرق معينة في الحديقة، والتي تبلغ مساحتها 1,750,716 فدانًا (2،735.5 ميل²؛ 7084.9 كم²)، والتي تعتبر أكبر بقليل من ولاية ديلاوير. يعتبر المتنزه واحدا من ثمانية حدائق وطنية في الولاية ألاسكا التي تحتل المرتبة الثانية لأكثر الحدائق الوطنية عددا بعد ولاية كاليفورنيا التي تضم تسعة حدائق.
تدار الحديقة من قبل إدارة المتنزهات الوطنية. نظرًا لعدم وجود طرق تؤدي إلى المنتزه، يصل الزوار عبر التاكسي الجوي المستأجر من بلدات نوم أو بيتليز أو كوتزبيو. الرحلات الجوية متوفرة على مدار السنة، لكنها تعتمد على الطقس. الحديقة هي واحدة من أقل المنتزهات الوطنية الأمريكية زيارةً، إلى جانب الحدائق الأخرى التي يتعذر الوصول إليها عن طريق البر، بما في ذلك بوابات القطب الشمالي المجاورة، وحديقة جزيرة رويال في وسط بحيرة سوبيريور، ومنتزه دراي تورتوغاس في نهاية فلوريدا كيز، وكذلك محمية كاتماي وحديقة بحيرة كلارك في جنوب ألاسكا.

## أنظر أيضا
- حديقة هوت سبرينغس الوطنية
- حديقة دراي تورتوغاس الوطنية
- حديقة الجزيرة الملكية الوطنية
- حديقة ومحمية جريت ساند ديونز الوطنية
- حديقة فوياجرز الوطنية